# Il bambino che non sapeva mentire
Il bambino che non sapeva mentire (Carry Me Down) è un romanzo di M. J. Hyland del 2006.
Il libro ha vinto l'Hawthornden Prize ed è stato finalista al Booker Prize.

## Trama
Ambientato in un piccolo villaggio, John Egan è un bambino che sa scoprire le bugie. Si accorge di avere tale potere quando il padre uccide tre gattini e dice di non sentirsi in colpa. Aveva un buon rapporto con la madre, ma le cose cambiano quando sono costretti a trasferirsi nella miseria di una grande città. Il piccolo John crede che se la verità venisse a galla, tutto tornerebbe normale. Il suo sogno è di entrare nel guinness dei primati come prima macchina della verità umana, ma ciò porta a una rottura tra i genitori.

## Edizioni
- M. J. Hyland, Il bambino che non sapeva mentire, Bompiani, 2007,  p. 376, ISBN 88-452-5798-3.